# 濱西諒
濱西諒（日语：／ Hamanishi Ryo，2000年4月24日—）是日本男子田径运动员，專項為竞走。

## 人物
濱西諒出身於大阪。在豊中市立第四中学校時期，他開始接受中長跑訓練。進入履正社中學校及高等學校後轉為競走專項；高三，在第73回国民体育大会上以20分27秒62獲得男子5000公尺競走冠軍。隨後就讀明治大学文學部。
2023年，濱西諒自明大文學部畢業，在Sun Bel'x連鎖超市任職。2024年2月，在兵库县舉辦的第107屆日本全國田徑錦標賽20公里競走項目中，以1小時17分42秒獲得亞軍，不僅創下個人最佳成績，亦名列日本競走百傑第六名，也順利取得2024年巴黎奧運的參賽資格。
2024年5月，濱西諒在第66屆東日本實業團田徑錦標賽男子5000公尺競走項目中，以18分16秒97奪冠，打破此前池田向希保持的全國紀錄。

## 外部連結
- 濱西諒在的頁面
- 濱西諒的Instagram帳戶